# 夏之王者/除了你誰都不愛
夏之王者／除了你誰都不愛（日语：夏の王様／もう君以外愛せない）是日本二人組合近畿小子的第10張單曲。於2000年6月21日由傑尼斯娛樂唱片公司發行。

## 解說
本單曲是收錄單曲A面歌曲的單曲精選專輯『KinKi Single Selection』發售後約一個月發售的單曲，是值得紀念的第10張單曲。
雖然KinKi Kids的唱片銷量開始縮小，但因為本單曲是連續第三張「兩A面」單曲，再加上兩首歌曲都是他們二人分別主演的電視連續劇的主題曲，所以首批銷量比上一張單曲稍為回升了約2000張左右。受惠於夏季的連續劇，歌曲到了8月中旬仍然大受歡迎，結果累積銷量最終大賣到87萬張。不過可惜並未獲日本唱片協會確認為百萬銷量唱片之列。
兩首A面歌曲，『夏之王者』是著重夏天意識的流行曲；『除了你誰都不愛』則是一首沉著的敍事曲，兩首歌曲的內容剛好成了對比。自本單曲開始的A面歌曲則收錄在第二張單曲精選專輯「KinKi Single Selection II」之內。
第一首A面歌曲『夏之王者』可謂能與「Flower」匹敵，稱王稱道的開朗夏天歌曲。就連歌詞的內容也較為正面，從序幕開始就使用了各樣的樂器演奏，凝造出豪華的聲音效果。特別是副歌部份的音階也升高了，以向來男性都較容易唱的傑尼斯樂曲來說，這首歌的難易度可謂提高了不少。有趣的是，歌詞中「Oh Summer」一句，恰巧是日語裡「王者」一字的諧音，亦即歌名裡的「王者」一字。
第二首A面歌曲『除了你誰都不愛』則相反，是一首以鋼琴為中心的敍事曲。為了使整首歌曲漸漸變得開朗一點，所以只有開首及收尾部份有濃烈的抒情色彩，但又不會令聆聽者感到陰暗。另外，負責作詞作曲的周水，把自己的混音版本收錄於以canna身份推出的第二張專輯『新世界』之中。

## 名稱
- 日語原名：
- 中文意思：夏天的王者／除了你以外不能愛別人
- 香港正東譯名：夏之王樣／除了妳以外誰也不愛
- 台灣豐華譯名：夏之王者／除了你誰都不愛
- 台灣艾迴譯名：夏之王者／除了你誰都不愛

## 收錄歌曲
1. 夏之王者（夏の王様）
  - ※堂本剛參與演出的東京放送連續劇『Summer Snow』主題曲。
  - 作曲：羽田一郎
  - 作詞：康珍化
  - 編曲：船山基紀
  - 出版者：日音
2. 除了你誰都不愛（もう君以外愛せない）
  - ※堂本光一參與演出的日本電視台連續劇『天使消失的城市』主題曲。
  - 作曲：周水
  - 作詞：周水
  - 編曲：重實徹
  - 出版者：日本電視台音樂株式會社&傑尼斯出版
3. 夏之王者 (Instrumental)
  - 作曲：羽田一郎
  - 編曲：船山基紀
4. 除了你誰都不愛 (Instrumental)
  - 作曲：周水
  - 編曲：重實徹